# Jbel Ghorra
El Jbel Ghorra (árabe: جبل الغرة) es una montaña situada a la frontera entre Argelia y Túnez, entre respectivamente el valiato de El Tarf y la Gobernación de Jendouba.
Se encuentra en el borde de la reserva natural homónima creada en 2010 y cubriendo una superficie de 2539 hectáreas sobre la vertiente tunecina.

## Geografía
El Jbel Ghorra está ubicado en el  extremo noroeste de Túnez, en la frontera tunecino-argelina. Culminando a 1250 metros de altitud, constituye la cumbre más elevada de la Kroumirie y la zona más regada de todo Túnez.